# Daniel Arasse
Daniel Arasse (Alger, 5 de novembre de 1944 - París, 14 de desembre de 2003) va ser un historiador de l'art francès, especialista en l'art renaixentista i italià.

## Biografia
Daniel Arasse era fill de Raymond i Henriette Arasse. Graduat com a primer a l'École Normale Supérieure el 1965, i després com a segon a l'agregació de lletres clàssiques, Daniel Arasse va començar tot seguit una tesi a la Sorbona amb André Chastel sobre l'art del Renaixement italià, al voltant del personatge de Bernardin de Siena. Arran d'un incident ocorregut a Florència el juliol de 1976 i relatat a Histoires de peintures ("La tesi robada”), va canviar de director i de tema per treballar sota la direcció de Louis Marin, a l' École des Hautes Etudes en Sciences Sociales (EHESS).
Del 1969 al 1993, Daniel Arasse va ensenyar història de l'art modern, del segle XV al XIX, a la Universitat de París-IV (dos anys) a continuació a la Universitat de París-I.
De 1971 a 1973 va ser membre de l'Escola Francesa de Roma, que va abandonar per diferències amb el director Georges Vallet. De 1982 a 1989 va dirigir l'Institut Francès de Florència, on va crear el festival France Cinéma. Des de l'any 1993 va ser director d'estudis de l'EHESS, on va ser elegit a partir de la seva candidatura tot i que mai havia defensat la seva tesi.

### El divulgador
Independentment de la seva trajectòria professional, Daniel Arasse va ser apreciat pel gran públic per les seves qualitats com a divulgador i el seu amor per compartir les seves anàlisis d'obres en què mira de no "sobreinterpretar-ne" el contingut: posa de manifest allò que és visible per a tothom, ens anima a buscar per nosaltres mateixos i a no sotmetre excessivament la figuració a l'ordre del discurs acadèmic. Vegi's en aquest sentit la seva anàlisi exemplar sobre el "bagul", cofre matrimonial obert i el nu presentats conjuntament a la Venus d'Urbino de Ticià.
El 2003, va comissariar l'exposició Botticelli al Musée du Luxembourg.
El maig de 2003 va participar en un documental sobre un quadre: La Mare de Déu de Laroque. En aquest film opina sobre el quadre desconegut i l'atribueix al taller de Leonardo da Vinci, a Milà, entre 1490 i 1495.

### Mort
Daniel Arasse va morir el 14 de desembre de 2003 al 13è districte de París, als cinquanta-nou anys, a causa de la malaltia de Charcot (esclerosi lateral amiotròfica), que se li va desenvolupar en només dos anys. Va ser enterrat el 22 de desembre al cementiri de Montparnasse (divisió 9).

## Principals publicacions
- 1978:

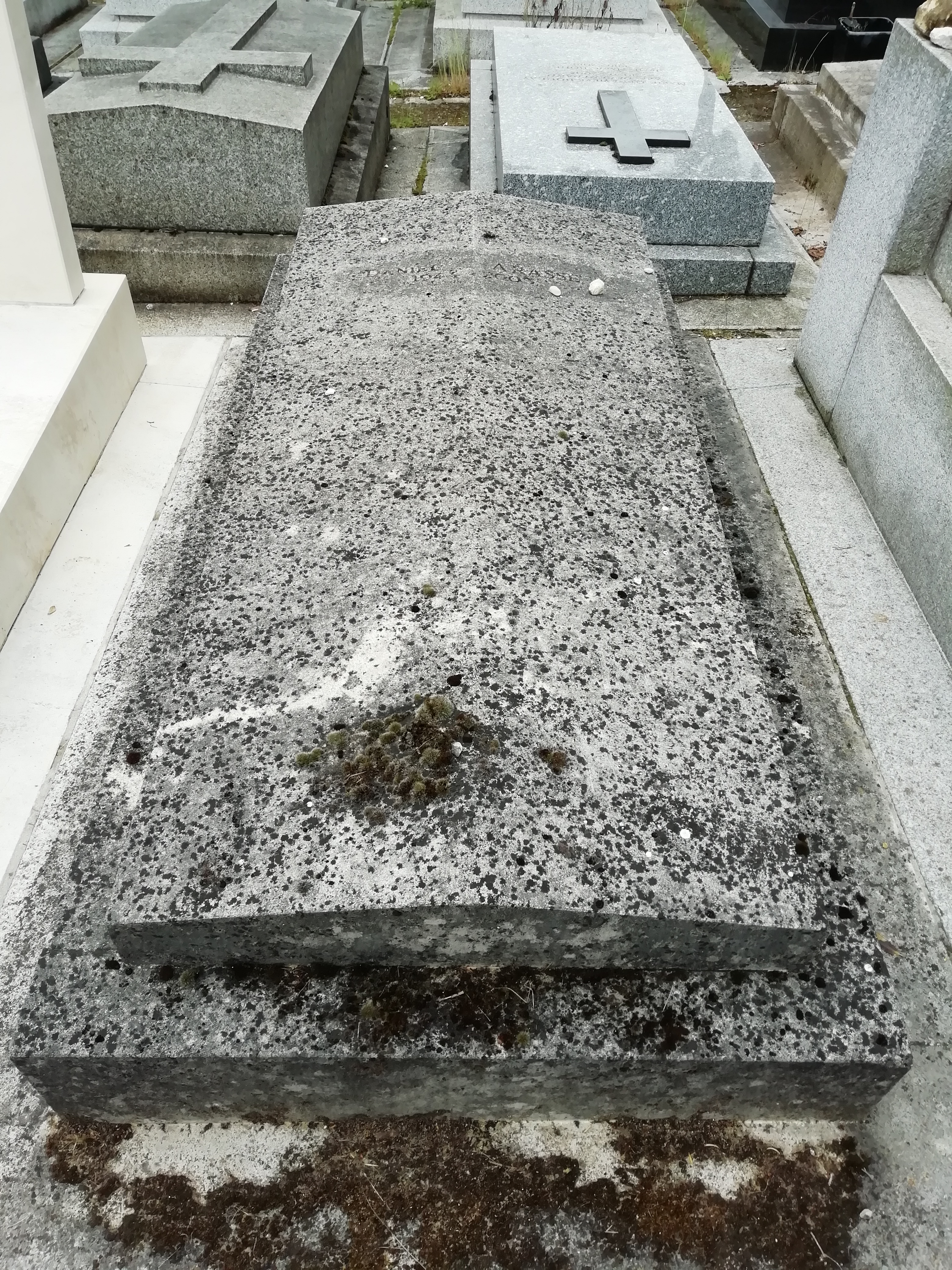
Tomba d'Arrasse al cementiri de Montparnasse.

  - ''L'Univers de Léonard de Vinci'' (L'univers de Leonardo da Vinci), coll. "Les Carnets de dessin", Henry Screpel
  - "L'Homme en perspective. Les primitifs d'Italie" (L'home en perspectiva. Els primitius d'Itàlia), Famot - reeditat el 2008 (format petit) i 2011 (format gran) per Hazan-Hachette
- 1980: “L'Homme en jeu. Génies de la Renaissance italienne" (Home en joc. Genis del Renaixement italià), Famot
- 1987: “La Guillotine et l'Imaginaire de la terreur" (La guillotina i l'imaginari del terror), Flammarion
- 1992: “Le Détail. Pour une histoire rapprochée de la peinture” (El detall. Per una història propera de la pintura), Flammarion (republicat 1998, 2014, 384 pàgines)ISBN 9782081342859, Premi Charles Blanc de l'Acadèmia Francesa el 1993
- 1993: “L'Ambition de Vermeer” (L'ambició de Vermeer), Adam Biro
- 1997:
  - “Le Sujet dans le tableau. Essais d'iconographie analytique” (El tema del quadre. Assajos d'Iconografia analítica), Flammarion (republicat el 2006)
  - “Léonard de Vinci. Le rythme du monde” (Leonardo da Vinci. El ritme del món, Hazan, Premi André-Malraux, ISBN 2-85025-542-4
  - “La Renaissance maniériste”(El Renaixement manierista), Gallimard, Univers de formes », en col·laboració. amb Andreas Tonnesman
  - “L'Art italien du s.IV à la Renaissance” (Art italià, del IV IV segle IV al Renaixement), Citadelle-Mazenod, en col·laboració. amb Philippe Morel i Marco D'Onofrio
- 1999: “L'Annonciation italienne. Une histoire de perspective” (L'Anunciació italiana. Una història de perspectiva), Hazan, 1999, 2010 ISBN 9782754104531
- 2000: “On n'y voit rien. Descriptions” (No hi veiem res. Descripcions), Denoel (canya. Folio-pocket 2002) ISBN 2070427641
- 2001:
  - “Anselm Kiefer”, Editions du Regard (republicat el 2010) ISBN 978 2 84105 254 7
  - “Raphaël grâce et beauté” (Rafael: gràcia i bellesa), Skira (capítol El taller de la gràcia) ISBN 88-8491-150-8
  - “L'Apparition à Marie-Madeleine” (L'aparició a Marie-Madeleine), participació en un dels 3 textos del llibre, amb l'assagista Marianne Alphant i el teòleg Guy Lafon, Desclée de BrouwerISBN 2-220-04988-4
- 2003: “Les Visions de Raphaël” (Les visions de Rafael), Liana Levi

Pòstumes
- 2014: “Saint Bernardin de Sienne - Entre dévotion et culture : fonctions de l'image religieuse au s.XV” (Sant Bernardí de Siena - Entre la devoció i la cultura: funcions de la imatge religiosa al segle XV), Hazan ISBN 978-2-7541-0255-1
- 2011: “Léonard de Vinci” (Leonardo da Vinci), Hazan ISBN 9782754105811
- 2010: “Le Portrait du Diable” (El retrat del diable), edicions Arkhê ISBN 9782918682011
- 2009: “Décors italiens de la Renaissance” (Frescos italians del Renaixement), en col·laboració. amb Philippe Morel, Hazan
- 2004: “Histoires de peintures” (Històries de pintures), Denoël (réed. Folio-pocket 2006) ISBN 2070320812; transcripció de la sèrie de programes emesos a France Culture durant l'estiu de 2003 (llibre i CD-Rom sota mp3) reemès al programa Un altre dia és possible del 15/10 al 15/11/2012.

Resum d'emissions
1. La Joconde
2. La Peinture comme pensée non verbale
3. L'Invention de la perspective
4. Perspective et Annonciation
5. La Vierge échappe à toute mesure
6. Un archange auto-stoppeur
7. Secrets de peintres
8. La Règle du jeu
9. Perspectives de Léonard de Vinci
10. La Thèse volée
11. De la mémoire à la rhétorique
12. Un historien dans la chambre des époux
13. Pour une brève histoire du maniérisme
14. Vermeer fin et flou
15. Heurs et Malheurs de l'anachronisme
16. Éloge paradoxal de Michel Foucault à travers « Les Ménines »
17. De Manet à Titien
18. On y voit de moins en moins
19. La Peinture au détail
20. Pour une histoire rapprochée de la peinture
21. Alberti disparu, le temps retrouvé
22. Quelques déclics personnels
23. Le rien est l'objet du désir
24. Peut-on se faire historien de son temps ?